# Franz Ritter von Hauer
Le chevalier Franz von Hauer (30 janvier 1822-20 mars 1899) est un géologue autrichien.

## Biographie
Il naît à Vienne, fils de Joseph von Hauer (1778-1863) économiste et paléontologue.
Il étudie d'abord à Vienne puis la géologie à l'école des mines de Schemnitz de 1839 à 1843 et est engagé par l'Office des Mines de Styrie. En 1846 il est assistant de W. von Haidinger au musée de minéralogie de Vienne, trois ans plus tard il rejoint l'institut impérial de géologie dont il est directeur à partir de 1866. En 1886 il devient conservateur du musée impérial d'histoire naturelle, toujours à Vienne.
Entre autres travaux on peut noter ceux sur les Céphalopodes du Trias et du Jurassique des régions alpines (1855-1856) mais son travail le plus important est la Carte géologique  d'Autriche-Hongrie en 12 feuillets (1867-1867, 4e édition en 1884 incluant la Bosnie-Herzégovine et le Monténégro). Cette carte est accompagnée par une série de textes explicatifs.
En 1882 il reçoit la médaille Wollaston décernée par la Société géologique de Londres. En 1892 von Hauer devient membre permanent de la haute chambre du parlement autrichien.

## Publications
- Beiträge die Palontolographie von Österreich -- Contributions à la paléontologie d'Autriche' -- 1858 et 1859
- Die Geologie und ihre Anwendung auf die Kenntnis der Bodenbeschaffenheit der Österr.-Ungar. Monarchie, 1875 2e édition 1878

mémoire par F Tictze; Jahrbuch der K. K. geolog. Reichsanstalt (1899 2e édition 1900, avec portrait).